# Hartmut Briesenick
Hartmut Briesenick (Luckenwalde, 17 marzo 1949 – Luckenwalde, 8 marzo 2013) è stato un pesista tedesco.
Ha vinto 2 titoli europei nel getto del peso (1971 e 1974), tre titoli europei indoor consecutivi (1970, 1971, 1972) e una medaglia di bronzo alle Olimpiadi di Monaco di Baviera nel 1972.
È scomparso l'8 marzo 2013 all'età di 63 anni.

## Palmarès
| Anno | Manifestazione   | Sede              | Evento           | Risultato | Misura  | Note                  |
| ---- | ---------------- | ----------------- | ---------------- | --------- | ------- | --------------------- |
| 1968 | Europei juniores | Lipsia            | Getto del peso   | Oro       | 18,71 m | Record dei campionati |
| 1968 | Europei juniores | Lipsia            | Lancio del disco | Bronzo    | 49,20 m |                       |
| 1970 | Europei indoor   | Vienna            | Getto del peso   | Oro       | 20,22 m |                       |
| 1970 | Universiadi      | Torino            | Getto del peso   | Oro       | 19,97 m |                       |
| 1971 | Europei indoor   | Sofia             | Getto del peso   | Oro       | 20,19 m |                       |
| 1971 | Europei          | Helsinki          | Getto del peso   | Oro       | 21,08 m |                       |
| 1972 | Europei indoor   | Grenoble          | Getto del peso   | Oro       | 20,67 m | Record dei campionati |
| 1972 | Olimpiadi        | Monaco di Baviera | Getto del peso   | Bronzo    | 21,14 m |                       |
| 1974 | Europei          | Roma              | Getto del peso   | Oro       | 20,50 m |                       |

## Altre competizioni internazionali
1970
- Coppa Europa di atletica leggera ( Stoccolma)